# Højt oppe
Højt oppe er en amerikansk stumfilm fra 1920 af Hal Roach.

## Medvirkende
- Harold Lloyd
- Mildred Davis
- Roy Brooks
- Wallace Howe
- William Gillespie
- Mark Jones
- Gaylord Lloyd
- Charles Stevenson
- Noah Young